# Edgar Rivera
Edgar Alejandro Rivera Morales (* 13. Februar 1991 in Agua Prieta, Sonora) ist ein mexikanischer Leichtathlet, der sich auf den Hochsprung spezialisiert hat.

## Leben
Edgar Rivera stammt aus Agua Prieta an der Grenze zu den Vereinigten Staaten. Sein älterer Bruder, Luis Rivera, war als Weitspringer erfolgreich und gewann unter anderem die Bronzemedaille bei den Weltmeisterschaften in Moskau. Rivera machte seinen Schulabschluss an einem Centro de Bachillerato Tecnologico Industrial y de Servicios, bevor er in den Staaten ein Studium an der University of Arizona aufnahm.

## Sportliche Laufbahn
Rivera bestritt im Jahr 2006 seinen ersten internationalen Wettkampf im Hochsprung, als er bei den U18-Meisterschaften Zentralamerikas und der Karibik in Port-of-Spain an den Start ging. Dabei konnte er mit übersprungenen 1,99 m die Silbermedaille gewinnen. 2007 steigerte er sich bei seinem ersten Wettkampf des Jahres auf eine Bestleistung von 2,12 m. Anschließend gewann er als Sechzehnjähriger die Silbermedaille bei den Mexikanischen Meisterschaften der Erwachsenen. Im Juli trat er schließlich bei den U18-Weltmeisterschaften in Ostrava an und qualifizierte sich für das Finale. Darin steigerte er seine Bestleistung auf 2,14 m und belegte damit den fünften Platz. Auch 2008 steigerte er sich, diesmal übersprang er im Mai 2,18 m. Diese Höhe erreichte er im Sommer bei den U20-Weltmeisterschaften nicht und belegte nach dem Finale den zehnten Platz. Im Jahr 2009 gewann Rivera mit Bestleistung von 2,20 m seinen ersten nationalen Meistertitel. Anfang August gewann er anschließend die Silbermedaille bei den U20-Meisterschaften Panamerikas auf Trinidad und Tobago. 2010 bestritt er, nach Aufnahme seines Studiums, seine ersten Wettkämpfe in den USA und gleichzeitig seine ersten Hallenwettkämpfe überhaupt. Im Sommer gelang es ihm sich zum zweiten Mal für die U20-Weltmeisterschaften zu qualifizieren, die damals in Kanada stattfanden. Diesmal übersprang er im Finale 2,17 m und belegte damit am Ende den fünften Platz.
2011 gelang es Rivera sich deutlich zu verbessern. Nachdem er im April 2,28 m übersprang, sicherte er sich damit die Qualifikation für die Weltmeisterschaften im August in Daegu. Vor den Weltmeisterschaften nahm er zunächst an der Universiade in Shenzhen teil, verpasste es allerdings in das Finale einzuziehen. Zwei Wochen später feierte er dann seine WM-Premiere. In der Qualifikation gelang es ihm 2,21 m zu überspringen, die nicht für den Einzug in das Finale ausreichten. Er belegte am Ende den 26. Platz. Zum Abschluss des Wettkampfjahres belegte er Ende Oktober bei den Panamerikanischen Spielen in seiner Heimat den achten Platz. Im nächsten Jahr gewann er die Goldmedaille bei den U23-Meisterschaften Nordamerikas. Mit den übersprungenen 2,28 m aus dem Vorjahr erfüllte er zwar die erforderliche Norm für die Olympischen Sommerspiele in London, dennoch verpasste er die Teilnahme, da er die Höhe innerhalb des Qualifikationszeitraumes nicht bestätigen konnte. 2013 wurde Rivera erneut Mexikanischer Meister. Wie bereits 2011 nahm er wieder an der Universiade und an den Weltmeisterschaften teil. Bei der Universiade im Juli in Kasan konnte er diesmal das Finale erreichen und belegte am Ende den neunten Platz. Einen Monat später trat er dann in der Qualifikation bei den Weltmeisterschaften in Moskau an, verpasste den Finaleinzug allerdings erneut. Diesmal beendete er den Wettkampf auf Platz 22. Während der Saison 2014 bestritt Rivera etliche Wettkämpfe bei Leichtathletikmeetings in Europa. Ende November nahm er in der Heimat an den Zentralamerika- und Karibikspielen teil und verpasste als Viertplatzierter knapp den Sprung in die Medaillenränge. 2015 verließ er die Heimat und trainiert seitdem, zusammen mit weiteren internationalen Hochspringern, bei Wolfgang Ritzdorf in Köln. Ende Juli nahm er zum zweiten Mal an den Panamerikanischen Spielen teil. In Toronto belegte er mit 2,20 m den siebten Platz. Im Frühjahr 2016 verbesserte Rivera im tschechischen Brünn den nationalen Hallenrekord Mexikos auf 2,30 m und qualifizierte sich damit zum ersten Mal für die Olympischen Sommerspiele. Später im August trat er in Qualifikation bei den Spielen in Rio de Janeiro an, brachte mit 2,17 m allerdings seine schwächste Saisonleistung zustande und schied damit aus.
2017 qualifizierte sich Rivera für seine dritte Teilnahme an den Weltmeisterschaften. In London stellte er in der Qualifikation mit 2,29 m eine neue Bestleistung auf und erreichte damit diesmal das Finale. Darin übersprang er diese Höhe erneut und landete damit auf dem vierten Platz, der zugleich sein bestes Ergebnis bei Großveranstaltungen im Erwachsenenbereich darstellt. In der Folge konnte er zunächst nicht an diese Leistung anknüpfen. 2018. belegte er im August den achten Platz bei den Zentralamerika- und Karibikspielen in Kolumbien. Eine gute Woche später belegte er den sechsten Platz im Finale der Nordamerikameisterschaften in Kanada. 2019 belegte er den neunten Platz bei den Panamerikanischen Spielen in Lima. 2021 übersprang er schließlich im Juni in der Slowakei die Höhe von 2,31 m, stellte damit einen weiteren Nationalrekord Mexikos auf und qualifizierte sich für seine zweiten Olympischen Sommerspiele. In Tokio brachte er es auf 2,21 m, womit er nach der Qualifikation ausschied.  
2022 trat er im Frühjahr bei den Hallenweltmeisterschaften in Belgrad an. Er übersprang 2,24 m und belegte mit dieser Saisonbestleistung den siebten Platz. Im Juli nahm er an seinen vierten Weltmeisterschaften in der Freiluft teil und konnte nach 2017 sein zweites WM-Finale erreichen. Darin konnte er allerdings als einziger nur die 2,19 m überspringen, womit er den letzten der 13 Finalplätze belegte. 2023 trat Rivera Anfang Juli bei den Zentralamerika- und Karibikspielen in El Salvador an. Dort belegte er den vierten Platz. Einen Monat später trat er in Budapest auch wieder bei den Weltmeisterschaften an. Dort übersprang er in der Qualifikation 2,25 m, womit er knapp das Finale verpasste.

## Wichtige Wettbewerbe
| Jahr               | Veranstaltung                     | Ort                | Platz              | Disziplin          | Weite              |
| Startet für Mexiko | Startet für Mexiko                | Startet für Mexiko | Startet für Mexiko | Startet für Mexiko | Startet für Mexiko |
| ------------------ | --------------------------------- | ------------------ | ------------------ | ------------------ | ------------------ |
| 2007               | U18-Weltmeisterschaften           | Ostrava            | 5.                 | Hochsprung         | 2,14 m             |
| 2008               | U20-Weltmeisterschaften           | Bydgoszcz          | 10.                | Hochsprung         | 2,08 m             |
| 2009               | U20-Panamerikameisterschaften     | Port-of-Spain      | 2.                 | Hochsprung         | 2,10 m             |
| 2010               | U20-Weltmeisterschaften           | Moncton            | 5.                 | Hochsprung         | 2,17 m             |
| 2011               | Universiade                       | Shenzhen           | 14.                | Hochsprung         | 2,15 m             |
| 2011               | Weltmeisterschaften               | Daegu              | 26.                | Hochsprung         | 2,21 m             |
| 2011               | Panamerikanische Spiele           | Guadalajara        | 8.                 | Hochsprung         | 2,18 m             |
| 2012               | U23-Nordamerikameisterschaften    | Irapuato           | 1.                 | Hochsprung         | 2,23 m             |
| 2013               | Universiade                       | Kasan              | 9.                 | Hochsprung         | 2,15 m             |
| 2013               | Weltmeisterschaften               | Moskau             | 22.                | Hochsprung         | 2,22 m             |
| 2014               | Zentralamerika- und Karibikspiele | Veracruz           | 4.                 | Hochsprung         | 2,21 m             |
| 2015               | Panamerikanische Spiele           | Toronto            | 7.                 | Hochsprung         | 2,20 m             |
| 2016               | Olympische Sommerspiele           | Rio de Janeiro     | 35.                | Hochsprung         | 2,17 m             |
| 2017               | Weltmeisterschaften               | London             | 4.                 | Hochsprung         | 2,29 m             |
| 2018               | Zentralamerika- und Karibikspiele | Barranquilla       | 8.                 | Hochsprung         | 2,16 m             |
| 2018               | Nordamerikameisterschaften        | Toronto            | 6.                 | Hochsprung         | 2,22 m             |
| 2019               | Panamerikanische Spiele           | Lima               | 9.                 | Hochsprung         | 2,15 m             |
| 2021               | Olympische Sommerspiele           | Tokio              | 19.                | Hochsprung         | 2,21 m             |
| 2022               | Hallenweltmeisterschaften         | Belgrad            | 7.                 | Hochsprung         | 2,24 m             |
| 2022               | Weltmeisterschaften               | Eugene             | 13.                | Hochsprung         | 2,19 m             |
| 2023               | Zentralamerika- und Karibikspiele | San Salvador       | 4.                 | Hochsprung         | 2,22               |
| 2023               | Weltmeisterschaften               | Budapest           | 14.                | Hochsprung         | 2,25 m             |

## Persönliche Bestleistungen
Freiluft
- Hochsprung: 2,31 m, 2. Juni 2021, Šamorín, (mexikanischer Rekord)

Halle
- Hochsprung: 2,30 m, 9. Februar 2016, Brünn, (mexikanischer Rekord)